# 法老茶座
法老茶座（日語：カフェファラオ），是美國出生的日本純種競賽馬匹。生涯稱霸泥地一哩賽事，曾於2022勝出一哩冠軍南部盃，更於2021及2022年連霸二月錦標。

## 出賽前
2017年3月3日出生於美國肯塔基州，由當地牧場主Paul P. Pompa照顧。
由於成長後於拍賣會上流拍，因而被日本馬主西川光一經由中介以47萬5000美金購買並轉移至日本。
其後交由美浦訓練中心練馬師堀宣行訓練。

## 競賽生涯

### 2歲
2019年12月4日出戰中山競馬場的2歲新馬戰，由莫雅策騎。比賽開始後其採取先行戰術，並於最後直路不斷加速，最終拉開第二名星環獵戶（此駒日後爲2020年兵庫冠軍盃冠軍）達10馬位，以極大優勢取得首勝。

### 3歲
2020年首戰爲表列賽風信子錦標，獲得第一人氣。比賽開始後，雖然其有漏閘的表現，但於賽事途中成功爬升至到第八，挽回些微劣勢。進入直路後，其不斷加速，最終跑出全場第二快末腳下於最後200米時領先，並於最終以1/4馬位優秀率先衝線，獲得第二場勝利。

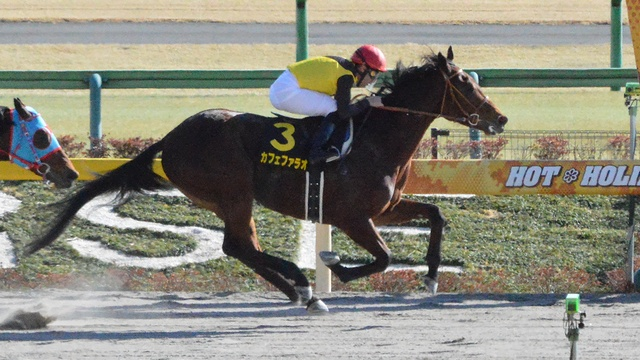
出戰風信子錦標的法老茶座

其後出戰6月21日的麒麟錦標，強敵有同樣出賽以來兩戰全勝的麗奢華，法老茶座依然獲得第一人氣。比賽開始後，其處於先頭部隊，並於通過第三彎道時進佔第二的位置。進入最後直路後，其開始發力，超越前方的馬匹，並以5馬位大勝第二的天上瓊漿，以三連勝的姿態奪得第一個分級賽冠軍。
其後出戰一級賽日本泥地打吡，以第一人氣出戰。比賽途中一直保持於第三的位置，但於最後直路上未能加速下失速，最終獲得第七，連勝紀錄中斷。
秋天首戰爲天狼星錦標，由李慕華策騎。比賽途中保持於中團位置，並於最後直路殺出，輕鬆獲得冠軍。
12月6日出戰日本冠軍盃，將和日本國內全勝的泥地強馬Chrysoberyl及2017年盟主金色夢決戰。可惜其於最後直路因體力不支而無法推進，結果些微失速下獲得第六。

### 4歲
2021年作爲古馬的首戰爲二月錦標，於上年度日本冠軍盃冠軍中和魔匠前往遠征、Chrysoberyl因傷休養及金色夢宣佈退役下，獲得第一人氣。比賽開始後，其採取先行戰術於第三的位置追擊，並於第三彎道開始加速。於最後直路上和前方的Wild Pharaoh及天價之味並成功超越，及後繼續保持衝刺力拒後上馬天域龍馬，最終以3/4馬位優勢獲得第一次一級賽冠軍。其於此比賽所跑出的1分34.4秒時間爲本賽事歷史第二快，亦爲本賽事於快地上最快的成績。此外，法老茶座不但成功令騎師李慕華繼上年度策騎魔族雅谷後再次勝出二月錦標，亦成爲父系美式法老第一個贏得泥地一級賽冠軍的子嗣，更成爲第四匹勝出二月錦標的關東馬（來自美浦訓練中心的馬匹）。
下一個目標爲柏市紀念，以2.1倍獨贏賠率獲得第一人氣。比賽途中一路由中團位置爬升，但於最後直路受到地方賽場泥地較深影響，未能有力地加速，加上於第三彎道時已經處於不利位置，最終僅獲第五。
其後出戰函館紀念，爲其第一次挑戰草地賽事，最終以第九大敗。
放草後出戰12月的日本冠軍盃，首次佩戴眼罩調整姿態。可惜其於最後直路上懷疑因體力不支以未能由中團衝出，最終以第十一大敗。

### 5歲
2022年首戰亦爲二月錦標，由於主戰騎師李慕華選擇策騎Teorema，因而由福永祐一代打策騎。比賽開始後，於第四的先頭位置追擊情況，並於第四彎道開始發力。最終直路上，其成功加超越前方的純潔之輝及竹園南帝，並以2 1/2馬位優勢獲勝，並創下1分33.8秒的紀錄。此次勝利令其成爲計小林歷奇以來第二匹連霸二月錦標的賽駒，充分證明其於泥地一哩賽事的統治力。

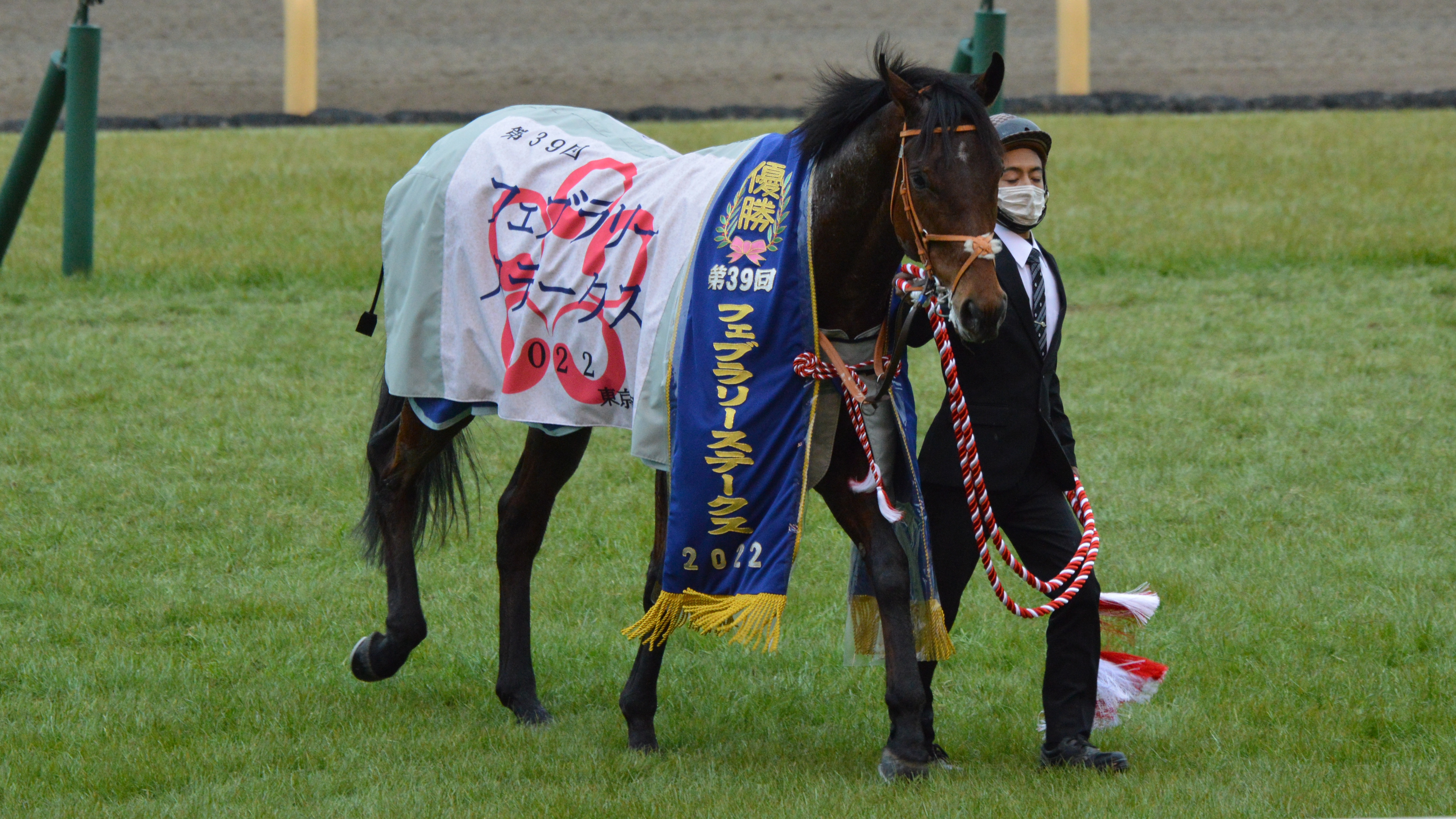
二月錦標頒獎儀式

其後，陣營考慮其強大的一哩能力，因而安排其出戰安田紀念，爲其上年度挑戰函館紀念後再次挑戰草地賽事。然而，由於嚴重缺乏草地適性，因而於比賽中沒有任何亮眼表現，最終以第十七大敗。
夏季放草完成後，出戰一哩冠軍南部盃。賽事途中一直於第三的位置追逐前方的領放馬，最終成功於終點前先以鼻位險勝，獲得第三個一級賽冠軍。
由於本年度連霸二月錦標及勝出秋季泥地賽事，年末評選以184票當選最佳泥地馬。

### 6歲
2023年的6歲生涯，陣營將其主要目標定爲遠征，先挑戰沙特阿拉伯的沙特盃，後出戰阿聯酋的杜拜世界盃，因而開始着手準備遠征，避戰二月錦標。
2月25日按計劃出戰沙特盃。比賽開始後，本初之海選擇慢放戰術，於前方帶領馬群前進，而法老茶座則於第六的位置推進。進入直路後，本初之海仍然處於慢放位置，而法老茶座則成功閃入內欄杆有利位置。最後200米時，前方的本初之海仍然領先，地標圖形處於第二，此時法老茶座於內欄位置推進，一出成名則於外檔衝刺，最終發法老茶座敗給本初之海及一出成名獲得第三。
其後出戰3月末的杜拜世界盃。比賽開始後，本初之海處於大外檔仍然決定領放，快速閃入內欄位置，而法老茶座處於中團靠後位置。進入最後直路後，本初之海經已體力不支沉底，多匹賽駒紛紛衝出，但此時法老茶座亦受路程影響出現體力不支問題，未能響應騎師的加速指揮，最終以第十二大敗。
6月4日經過調整過後出戰安田紀念﹐雖然於比賽途中保持於約莫第四的位置﹐但於進入直路後開始減弱並且有失速跡象。最終其於不斷減速之下﹐被後上的馬群超越﹐以第十二完賽。
入秋後以連霸爲目標出戰一哩冠軍南部盃，比賽初段以內檔起步的優勢進佔前方位置，並於通過彎道前一直保持穩定的節奏。然而進入直路後，其無法繼續保持走勢，最終稍微墮後下以第五完賽。
完成上述賽事後進入放草，其後陣營考慮其年齡後決定安排其退役，並於11月20日取消日本中央競馬會的賽駒註冊。

### 詳細賽績
| 日期       | 舉辦國家   | 馬場     | 距離   | 級別 | 賽事名稱       | 負重 | 騎師     | 馬號 | 出馬 | 名次 | 時間     | 頭馬（二馬）      |
| ---------- | ---------- | -------- | ------ | ---- | -------------- | ---- | -------- | ---- | ---- | ---- | -------- | ----------------- |
| 14/12/2019 | 日本       | 中山     | 泥1800 |      | 2歲新馬        | 55   | 莫雅     | 1    | 14   | 1    | 1:54.7   | （星環獵戶）      |
| 23/2/2020  | 日本       | 東京     | 泥1600 | L    | 風信子錦標     | 56   | 杜滿萊   | 3    | 14   | 1    | 1:37.7   | （Tagano Beauty） |
| 21/6/2020  | 日本       | 東京     | 泥1600 | GIII | 麒麟錦標       | 56   | 連達文   | 16   | 16   | 1    | 1:34.9   | （天上瓊漿）      |
| 8/7/2020   | 日本       | 大井     | 泥2000 | JpnI | 日本泥地打吡   | 56   | 連達文   | 2    | 13   | 7    | 2:08.4   | 野田法老          |
| 3/10/2020  | 日本       | 中京     | 泥1900 | GIII | 天狼星錦標     | 54   | 李慕華   | 15   | 16   | 1    | 1:57.8   | (櫻花魅力)        |
| 6/12/2020  | 日本       | 中京     | 泥1800 | GI   | 日本冠軍盃     | 56   | 李慕華   | 7    | 16   | 6    | 1:50.2   | 中和魔匠          |
| 21/2/2021  | 日本       | 東京     | 泥1600 | GI   | 二月錦標       | 57   | 李慕華   | 3    | 16   | 1    | 1:34.4   | （天域龍馬）      |
| 5/5/2021   | 日本       | 船橋     | 泥1600 | JpnI | 柏市紀念       | 57   | 李慕華   | 5    | 12   | 5    | 1:40.4   | Casino Fountain   |
| 18/7/2021  | 日本       | 函館     | 草2000 | GIII | 函館紀念       | 58.5 | 李慕華   | 1    | 16   | 9    | 1:59.4   | 東瀛天照          |
| 5/12/2021  | 日本       | 中京     | 泥1800 | GI   | 日本冠軍盃     | 57   | 李慕華   | 16   | 16   | 11   | 1:51.7   | 宏觀角度          |
| 20/2/2022  | 日本       | 東京     | 泥1600 | GI   | 二月錦標       | 57   | 福永祐一 | 6    | 16   | 1    | 1:33.8   | (竹園南帝)        |
| 5/6/2022   | 日本       | 東京     | 草1600 | GI   | 安田紀念       | 58   | 福永祐一 | 1    | 18   | 17   | 1:33.3   | 前人足跡          |
| 10/10/2022 | 日本       | 盛岡     | 泥1600 | JpnI | 一哩冠軍南部盃 | 57   | 福永祐一 | 4    | 16   | 1    | 1:34.6   | （太陽神輝）      |
| 25/2/2023  | 沙特阿拉伯 | 安都拉茲 | 泥1800 | GI   | 沙特盃         | 57   | 莫雷拉   | 1    | 13   | 3    | 1:51.07  | 本初之海          |
| 25/3/2023  | 阿聯酋     | 美丹     | 泥2000 | GI   | 杜拜世界盃     | 57   | 莫雷拉   | 3    | 15   | 12   | 紀錄缺失 | 盈寶奇嶽          |
| 4/6/2023   | 日本       | 東京     | 草1600 | GI   | 安田紀念       | 58   | 濱中俊   | 16   | 18   | 12   | 1:32.3   | 前人足跡          |
| 9/10/2023  | 日本       | 盛岡     | 泥1600 | JpnI | 一哩冠軍南部盃 | 57   | 高橋亮   | 2    | 14   | 5    | 1:36.0   | 清爽口味          |

## 退役後
退役後，法老茶座成爲了配種馬，於北海道新日高町Arrow Stud休養，將於2024年進行配種，首批子嗣將於2025年出生。首批子嗣可於2027年出賽。

## 血統簡介
父系美式法老爲美國賽駒，爲第十三匹美國三冠馬，於泥地賽事有優異成績。祖父尼羅先鋒亦爲美國賽駒，曾勝出一級賽聖雅尼塔打吡。
母系Mary's Follies爲美國賽駒，曾勝出二級賽，出賽成績不俗。外祖父超妥當亦爲美國賽駒，亦曾勝出一級賽。

### 血統表
| 父線：Phappiano系（淘金者系）          |                                   |                   |                    |
| 種馬 美式法老 2012年（棗色）           | 尼羅先鋒 2006年（深棗色）         | 帝國先驅          | Unbridles          |
| 種馬 美式法老 2012年（棗色）           | 尼羅先鋒 2006年（深棗色）         | 帝國先驅          | Toussaud           |
| 種馬 美式法老 2012年（棗色）           | 尼羅先鋒 2006年（深棗色）         | Star of Goshen    | Lord at War        |
| 種馬 美式法老 2012年（棗色）           | 尼羅先鋒 2006年（深棗色）         | Star of Goshen    | Castle Eight       |
| 種馬 美式法老 2012年（棗色）           | Littleprincessemma 2006年（栗色） | Yankee Gentleman  | 雷貓               |
| 種馬 美式法老 2012年（棗色）           | Littleprincessemma 2006年（栗色） | Yankee Gentleman  | Key Phrase         |
| 種馬 美式法老 2012年（棗色）           | Littleprincessemma 2006年（栗色） | Exclusive Rosette | Ecliptical         |
| 種馬 美式法老 2012年（棗色）           | Littleprincessemma 2006年（栗色） | Exclusive Rosette | Zetta Jet          |
| 繁殖雌馬 Mary's Follies 2006年（棗色） | 超妥當 1997年（深棗色）           | Southern Halo     | Halo               |
| 繁殖雌馬 Mary's Follies 2006年（棗色） | 超妥當 1997年（深棗色）           | Southern Halo     | Northern Sea       |
| 繁殖雌馬 Mary's Follies 2006年（棗色） | 超妥當 1997年（深棗色）           | Woodmans Girl     | 木人               |
| 繁殖雌馬 Mary's Follies 2006年（棗色） | 超妥當 1997年（深棗色）           | Woodmans Girl     | Becky be Good      |
| 繁殖雌馬 Mary's Follies 2006年（棗色） | Catch the Queen 1999年（棗色）    | Miswaki           | 淘金者             |
| 繁殖雌馬 Mary's Follies 2006年（棗色） | Catch the Queen 1999年（棗色）    | Miswaki           | Hopespringseternal |
| 繁殖雌馬 Mary's Follies 2006年（棗色） | Catch the Queen 1999年（棗色）    | Wave to the Queen | Wavering Monarch   |
| 繁殖雌馬 Mary's Follies 2006年（棗色） | Catch the Queen 1999年（棗色）    | Wave to the Queen | Blue Ankle         |
| 雌系：號族：1-k                        |                                   |                   |                    |
| 五代內近親交配：淘金者 5×4             |                                   |                   |                    |

## 命名由來
名字中，Cafe（カフェ）是馬主西川光一的冠名，意思即是咖啡廳，香港則以雅稱「茶座」作为翻譯；Pharoah（ファラオ）即是古埃及統治者法老，繼承自父系美式法老的名字。

## 外部連結
- 法老茶座 netkeiba.com （页面存档备份，存于）
- 血統表 （页面存档备份，存于）